# Magurka (1126 m)
Magurka (1126 m) – szczyt w zachodniej części Niżnych Tatr na Słowacji. Wraz z Fedorką i Skorusovą znajduje się w północno-zachodnim grzbiecie Małej Chochuli (Malá Chochuľa, 1720 m). Wznosi się w Dolinie Korytnickiej (Korytnická dolina), do której opadają jej zachodnie stoki. U południowych podnóży Magurki znajduje się w niewielkiej kotlince uzdrowisko Korytnica-kúpele. 
Magurka jest porośnięta lasem, tylko jej szczyt i część południowo-wschodnich stoków to polana – pozostałość dawnej hali pasterskiej. Nie prowadzi przez nią żaden szlak turystyczny.

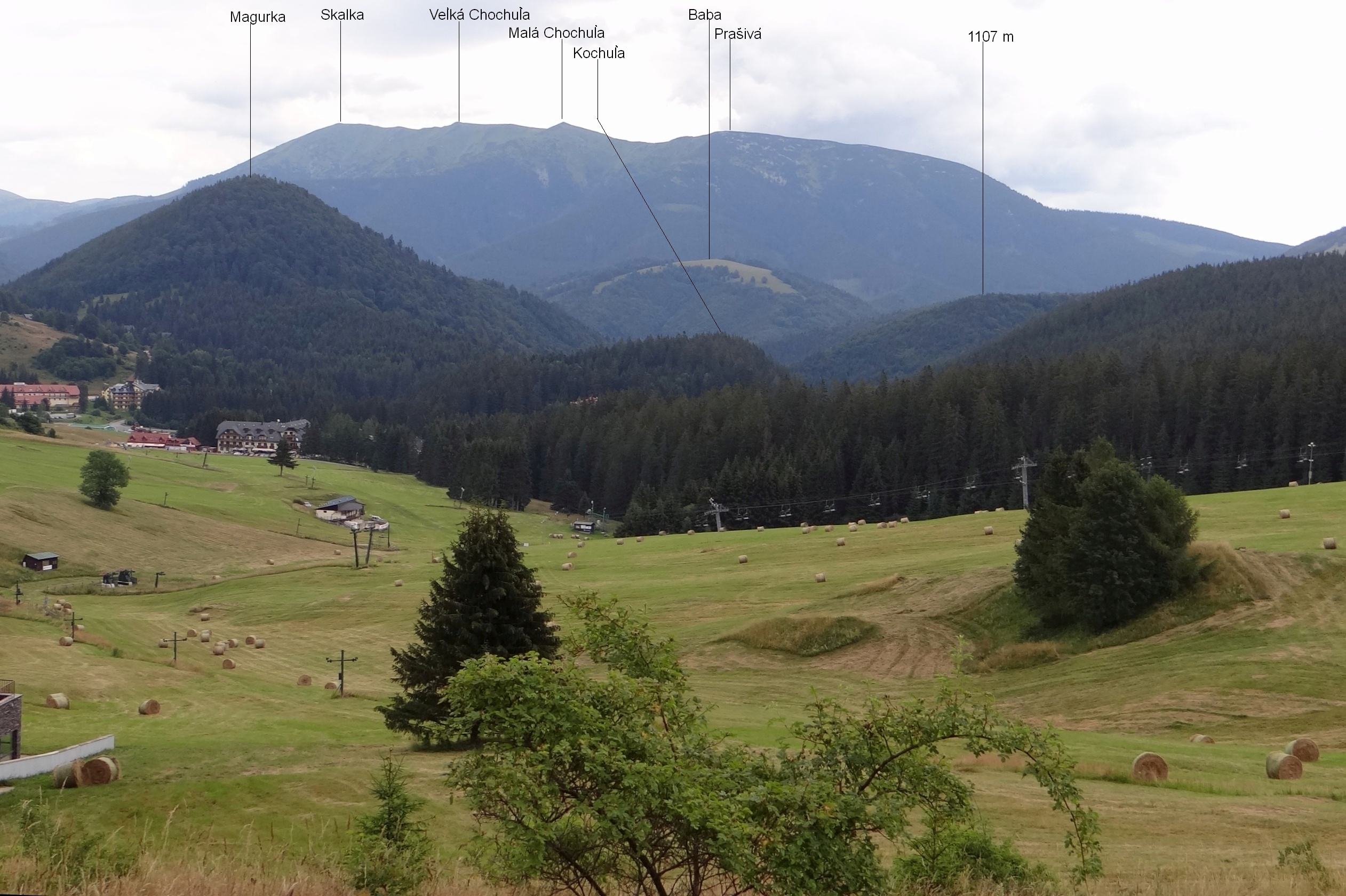
widok z grzbietu nad Donovaly